# Rosocha (powiat wejherowski)
Rosocha (kaszb. Rosochë) – osada kaszubska w Polsce położona w województwie pomorskim, w powiecie wejherowskim, w gminie Szemud.
W latach 1975–1998 miejscowość administracyjnie należała do województwa gdańskiego.